# Bartošovice v Orlických horách
Bartošovice v Orlických horách (Duits: Batzdorf) is een Tsjechische gemeente in de regio Hradec Králové, en maakt deel uit van het district Rychnov nad Kněžnou.
Bartošovice v Orlických horách telt 195 inwoners.

## Externe links

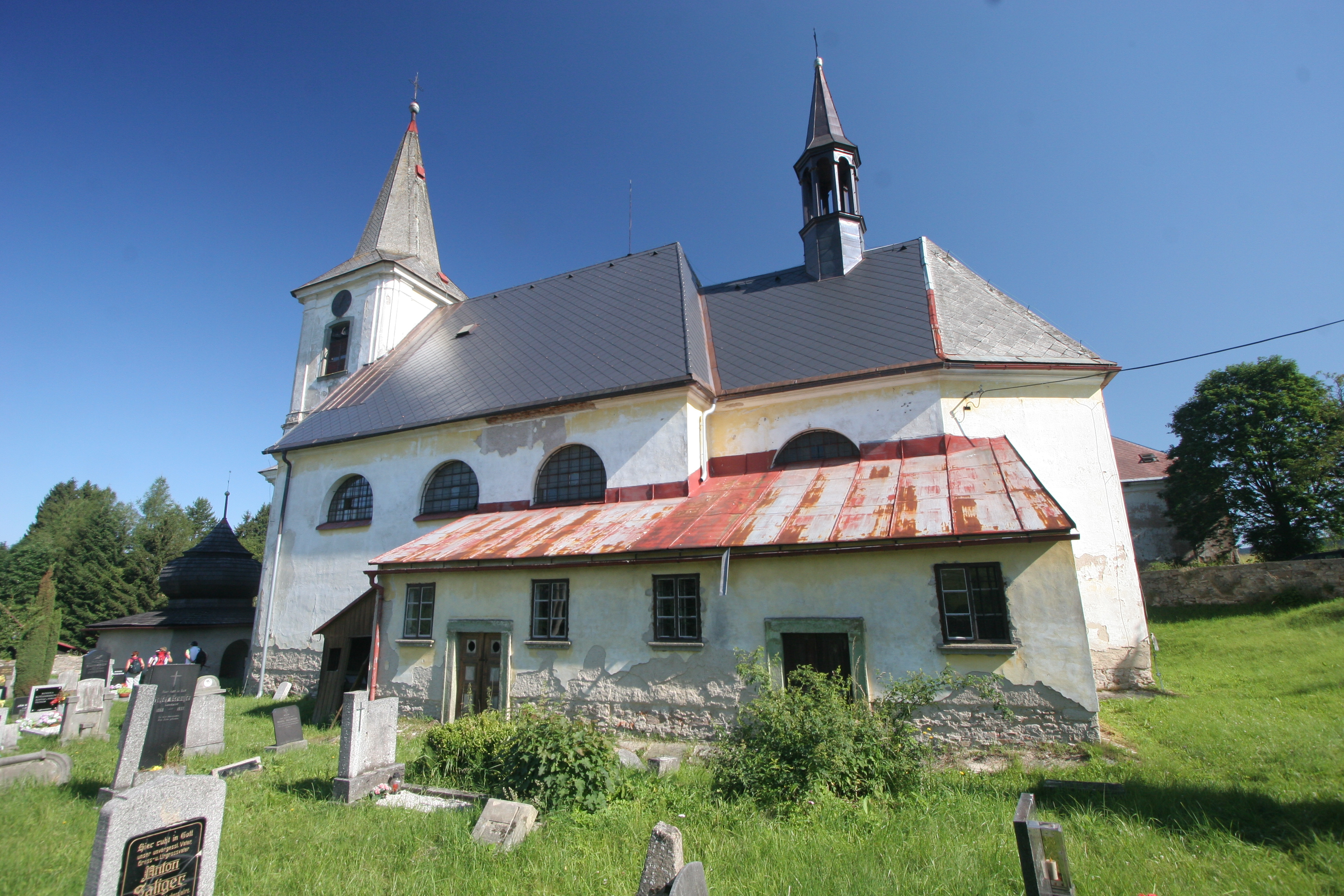
Kerk van Maria Magdalena